# Stand (cançó)
«Stand» és el catorzè senzill de la banda estatunidenca R.E.M., el segon extret de l'àlbum Green.
Va ocupar el sisè lloc de la llista estatunidenca de senzills, la segona cançó de la banda que aconseguia entrar al Top 10. Posteriorment va ser inclosa en les compilacions de grans èxits de la banda In Time: The Best of R.E.M. 1988–2003 (2003) i Part Lies, Part Heart, Part Truth, Part Garbage (2011).
La cançó es va utilitzar com a tema principal de la sèrie de televisió Get a Life (1990-1992).
El cantant de la banda, Michael Stipe, va explicar el significat de les lletres sobre com la vida consisteix en prendre decisions i viure-la enlloc de simplement deixar-la passar. La idea de la composició va néixer un dia quan els membres de la R.E.M. estaven parlant de les bandes The Banana Splits, The Archies, The Monkees i altres similars dels anys 60 d'estil bubblegum pop.

## Llista de cançons
Totes les cançons foren escrites i compostes per Bill Berry, Peter Buck, Mike Mills, Michael Stipe. 
| 1.            | «Stand»               | 3:09 |
| 2.            | «Memphis Train Blues» | 1:38 |
| Durada total: | Durada total:         | 4:47 |

| 1.            | «Stand»                        | 3:09 |
| 2.            | «Memphis Train Blues»          | 1:38 |
| 3.            | «(The Eleventh Untitled Song)» | 3:56 |
| Durada total: | Durada total:                  | 8:43 |

| 1.            | «Stand»                                                            | 3:09 |
| 2.            | «Pop Song 89» (acústica)                                           | 2:56 |
| 3.            | «Skin Tight» (Jones, Pierce, Bonner, Middlebrooks de Ohio Players) | 2:03 |
| Durada total: | Durada total:                                                      | 8:08 |

- «(The Eleventh Untitled Song)» és una versió instrumental estesa de la darrera cançó (onzena i no llistada) de l'àlbum Green.
- La cançó en directe es va enregistrar a Orlando el 30 d'abril de 1989.